# Reinhard Mohn
Reinhard Mohn (Gütersloh, 29 giugno 1921 – Steinhagen, 3 ottobre 2009) è stato un imprenditore e editore tedesco, miliardario e filantropo. Sotto la sua guida la casa editrice e tipografica di medie dimensioni Bertelsmann, che esisteva dal 1835, si sviluppò in un gruppo mediatico internazionale. Nel 1977 ha fondato la no-profit Fondazione Bertelsmann, diventata nel tempo una tra le maggiori fondazioni in Germania e nel mondo..

## Biografia
Mohn era nato nel 1921 come quinto figlio di Agnes Mohn (nata Seippel) e Heinrich Mohn. Rappresentava la quinta generazione di proprietari Bertelsmann. Suo nonno, Johannes Mohn, aveva assunto la direzione della casa editrice e tipografica dal suocero Heinrich Bertelsmann, figlio di Carl Bertelsmann, nel 1887.
Mohn era cresciuto in una famiglia rigorosamente protestante. Nel 1939 superò la maturità presso l'Evangelisch-Stiftisches Gymnasium Gütersloh e fece il Reich Labor Service.  Si era poi offerto volontario per il servizio militare nell'Aeronautica Militare, la Luftwaffe, originariamente con l'obiettivo di diventare pilota. Dopo aver prestato servizio in una compagnia di basi aeree sul fronte occidentale durante la seconda guerra mondiale, Mohn si unì alle forze di difesa aerea come soldato semplice, quindi diventò sottufficiale e fu infine promosso tenente nel 1942.  Dalla Francia attraverso l'Italia, il suo reggimento fu trasferito in Tunisia. Il 5 maggio 1943, Mohn fu fatto prigioniero dagli americani. A metà giugno 1943 fu trasferito negli Stati Uniti a Camp Concordia, Kansas.  Secondo il racconto di Mohn, questo periodo, in cui si era occupato di letteratura manageriale americana, ha lasciato un segno profondo su di lui.
Nel gennaio 1946 Reinhard Mohn tornò a Gütersloh. Poiché suo fratello maggiore Hans Heinrich era morto nel 1939 e il secondo, Sigbert, era ancora prigioniero di guerra, decise di fare un apprendistato nel settore per poi entrare nell'attività della famiglia. Suo padre, Heinrich Mohn, che aveva attirato l'attenzione delle autorità di occupazione britanniche come membro sostenitore delle SS e per donazioni finanziarie ad altre organizzazioni naziste, lasciò la licenza di pubblicazione nell'aprile 1947 a Reinhard, che da quel momento gestì l'attività editoriale.

## Vita privata
Nel 1948 Mohn sposò Magdalene Raßfeld, che conosceva dai tempi della scuola. La coppia ebbe tre figli: Johannes, Susanne e Christiane; divorziarono nel 1982. Nello stesso anno, Mohn sposò Elisabeth Scholz, con la quale aveva avuto una relazione dagli anni '50 e aveva avuto tre figli negli anni '60. Dopo il matrimonio, Mohn adottò i loro tre figli in comune: Brigitte, Christoph e Andreas.